# 郭络罗氏
郭络罗氏，又译为郭啰罗氏，传统满族姓氏。满语拼音为 Gorolo Hala，汉字义“钩”、“躬身”或“放纵”。
后金建立之前，郭络罗氏散居于沾河（今吉林双阳河流域）、白河、讷殷（今吉林抚松松花江上游流域）、马察（今吉林浑江西南）、哈达（今辽宁西丰小清河流域）等地。后有锡伯族引为姓氏者。《皇朝通志》认为郭络罗氏与其它满族姓氏类似，是一个来源于地名的姓氏。
清朝中叶以后，所改汉姓为国氏、郭氏等。